# ハンバーグの作り方
「ハンバーグの作り方」（ハンバーグのつくりかた）は、1996年2月 - 3月に、NHKの音楽番組『みんなのうた』で放送された楽曲。作詞：ポークソテーズ、作曲：オクノアツシ、編曲・歌：ポークソテーズ。

## 概要
子供が好きな料理「ハンバーグ」の作り方を歌うという、『みんなのうた』では異色の料理楽曲。
歌などを担当した「ポークソテーズ」とは、松尾貴史、奥野敦士、勝村政信、原田喧太、川村かおり、樋口豊（BUCK-TICK）、中野裕通、金山一彦、芳本美代子ら9名によるロックグループで、メンバーの1人の奥野が「オクノアツシ」名義で作曲を担当した。
放送で使用されたアニメーションは西村緋祿司が制作した。
コック風の魔神が子供達にハンバーグの作り方を教えるといった内容。